# Hérculez Gómez
Hérculez Gómez Hurtado (* 6. April 1982 in Los Angeles, Kalifornien) ist ein ehemaliger US-amerikanischer Fußballspieler.

## Jugend
Gómez hat mexikanisch-amerikanische Eltern, er wurde in Los Angeles geboren und wuchs in Las Vegas, Nevada auf. Er spielte schon auf der High School Fußball.

## Vereine
Nach seinem High-School-Abschluss wechselte er zu CD Cruz Azul in die mexikanische Primera División. Dort kam er aber nur in der zweiten Mannschaft zum Einsatz. Gegen Ende des Jahres wechselte er zum Zweitligisten Águilas Blancas.
2002 wechselte Gomez zu Alacranes de Durango, die damals in der Primera División spielten. Bei Durango wurde er aber kaum berücksichtigt. Er verließ den Verein und wechselte zu den San Diego Gauchos zurück in die USA. Während seiner Zeit in der USL Premier Development League erzielte er 17 Tore in 17 Spielen. Während eines Freundschaftsspiel gegen Los Angeles Galaxy, wurden deren Scouts auf Gomez aufmerksam.
Er wechselte im September 2002. Gleich im ersten Jahr für die Galaxies wurde er an die Seattle Sounders ausgeliehen. Nach 17 Spielen verletzte er sich schwer. Nachdem er wieder spielen durfte, wechselte er als Leihgabe zu den San Diego Sockers in die Major Indoor Soccer League. Zur Saison 2005 kehrte er zu Los Angeles Galaxy zurück. Er erhielt einen Entwicklungsvertrag, welcher ihn berichtigt in der MLS Reserve Division für die Galaxies zu spielen. Durch seine guten Leistungen und den Umstand das Landon Donovan zur Nationalmannschaft abgestellt wurde, erkämpfte er sich einen Platz in der ersten Mannschaft. Er erzielte 2005 das entscheidende Tor im US Open Cup Finale. Am Ende der MLS Saison 2006 fiel er beim damaligen Galaxy Trainer Steve Sampson in Ungnade. Sampson setzte Gomez erst im Mittelfeld ein und später dann ganz auf die Bank.
Nachdem Sampson durch Frank Yallop ersetzt wurde, bekam Gomez seine Chance erneut und erzielte fünf Tore.
Am 1. Dezember 2006 wurde Gomez zusammen mit Ugo Ihemelu gegen Joe Cannon von den Colorado Rapids getauscht. Er erzielte das erste Tor im damals neuen Stadion der Rapids. Im September 2007 verletzte sich Gomez am Kreuzband und konnte somit mehrere Monate nicht spielen.
Am Ende der MLS Saison 2008 wechselte Gomez zu den Kansas City Wizards.
2010 spielte er für Puebla FC in der mexikanischen Primera División. Er erzielte 10 Tore in der Clausura 2010. Damit ist er der beste amerikanische Spieler, der eine Torschützenliste außerhalb der USA anführte.
Nach der Saison wurde er auf die Transferliste gesetzt und wechselte zum CF Pachuca. Dort spielte er auch nur eine Saison lang und wechselte anschließend zu CD Estudiantes Tecos.

## Nationalmannschaft
Sein erstes Länderspiel absolvierte er bei der Copa América 2007 gegen Argentinien. Im Spiel gegen Kolumbien stand er zum ersten Mal in der Anfangself.
Am 11. Mai 2010 wurde er in den erweiterten Kader für die Weltmeisterschaft 2010 in Südafrika berufen. In einem Freundschaftsspiel gegen die Tschechien erzielte er am 25. Mai 2010 sein erstes Länderspieltor. Einen Tag später wurde er in den endgültigen Kader für die WM 2010 berufen.
Bei der Weltmeisterschaft absolvierte er drei von vier Spielen, auch im Achtelfinale gegen Ghana stand er auf dem Platz.